# Teorias do conflito
Teorias do conflito são perspectivas na sociologia que argumentam que indivíduos e grupos (classes sociais) dentro da sociedade interagem com base no conflito e não no consenso. Ao mesmo tempo, enfatizam a psicologia social, o materialismo histórico e o papel do poder na criação de arranjos sociais. As teorias do conflito frequentemente chamam a atenção para diferenças de poder, como em conflitos de classe, e portanto representam tentativas de análise macro da sociedade.
Muitos filósofos políticos e sociólogos foram enquadrados como tendo teorias de conflito, que remontam à ideia de Platão da alma tripartida e às ideias de Hobbes em O Leviatã. Outros filósofos políticos historicamente associados ao conflito incluem Jean Bodin, Adam Smith, John Stuart Mill, Thomas Robert Malthus, Karl Marx e Georg Simmel. Simmel foi um dos primeiros sociólogos a usar formalmente o termo "conflito" como uma estrutura para compreender a mudança social, escrevendo sobre o tema em seu livro Conflito e a rede de afiliações de grupo (1908).